# 2015年中華職棒紅白明星對抗賽
2015年中華職棒紅白明星對抗賽，是中華職棒26年的明星賽，於2015年7月25日在臺中市洲際棒球場舉行，並以體重來分組，球員體重高於其守備位置平均體重為「力量組」、低於守備位置平均體重為「速度組」，本屆賽事由臺銀力量紅隊以2：1擊敗台啤速度白隊。

## 分隊方式
本屆賽事首度依球員體重來分組，高於守備位置之平均體重為「力量組」，低於守備位置之平均體重則為「速度組」，並實行「雙總教練」，「力量紅」總教練為統一7-ELEVEn獅總教練陳連宏和義大犀牛總教練馮喬許共同擔任，「速度白」則由中信兄弟總教練吳復連和Lamigo桃猿總教練洪一中共同擔任；兩隊也分別由台灣啤酒及臺灣銀行贊助，主賽事則由喬山健康科技贊助。

## 先發名單

### 台啤速度白隊
| 守備位置 | 球員姓名 | 母球隊     | 參加明星賽次數 | 備註 |
| -------- | -------- | ---------- | -------------- | ---- |
| 投手     | 鄭凱文   | 中信兄弟   | 1              |      |
| 捕手     | 黃浩然   | Lamigo桃猿 | 4              |      |
| 一壘手   | 陳俊秀   | Lamigo桃猿 | 0              |      |
| 二壘手   | 林志祥   | 統一7-11獅 | 3              |      |
| 三壘手   | 林智平   | Lamigo桃猿 | 6              |      |
| 游擊手   | 林瑋恩   | 義大犀牛   | 1              |      |
| 外野手   | 詹智堯   | Lamigo桃猿 | 6              |      |
| 外野手   | 林威助   | 中信兄弟   | 0              |      |
| 外野手   | 張正偉   | 中信兄弟   | 5              |      |
| 指定打擊 | 周思齊   | 中信兄弟   | 7              |      |

### 臺銀力量紅隊
| 守備位置 | 球員姓名 | 母球隊     | 參加明星賽次數 | 備註 |
| -------- | -------- | ---------- | -------------- | ---- |
| 投手     | 陳鴻文   | 中信兄弟   | 1              |      |
| 捕手     | 劉時豪   | Lamigo桃猿 | 0              |      |
| 一壘手   | 彭政閔   | 中信兄弟   | 14             |      |
| 二壘手   | 郭嚴文   | Lamigo桃猿 | 4              |      |
| 三壘手   | 許基宏   | 中信兄弟   | 0              |      |
| 游擊手   | 林智勝   | Lamigo桃猿 | 11             |      |
| 外野手   | 陳金鋒   | Lamigo桃猿 | 8              |      |
| 外野手   | 高國輝   | 義大犀牛   | 1              |      |
| 外野手   | 陳子豪   | 中信兄弟   | 1              |      |
| 指定打擊 | 張泰山   | 統一7-11獅 | 18             |      |

## 比賽結果
| 球隊名稱     | １ | ２ | ３ | ４ | ５ | ６ | ７ | ８ | ９ | Ｒ | Ｈ | Ｅ |
| ------------ | -- | -- | -- | -- | -- | -- | -- | -- | -- | -- | -- | -- |
| 台啤速度白隊 | １ | ０ | ０ | ０ | ０ | ０ | ０ | ０ | ０ | １ | ７ | ０ |
| 臺銀力量紅隊 | ０ | １ | ０ | ０ | ０ | ０ | １ | ０ | Ｘ | ２ | ５ | ２ |

勝利投手：江承峰　　　
敗戰投手：邱浩鈞　　　
中繼成功：林正豐、官大元、王溢正、謝榮豪（台啤速度白）羅力、潘威倫、許銘傑、王鏡銘（臺銀力量紅隊）
救援成功：華　納
勝利打點：林琨笙　　　
全壘打：林智勝（投手：沈鈺傑，二局下，一分）
單場MVP：林琨笙
比賽時間：2小時8分

## 跑壘大賽
- 比賽方式：兩隊分別安排各四位選手於本壘及二壘，明星紅由本壘出發，明星白則由二壘出發，選手必須通過一壘或三壘後至下一壘包完成交棒，先完成八位選手跑壘之球隊獲勝。
- 參賽棒次：

臺銀力量紅隊：依序為陳子豪、林旺衛、許基宏、劉時豪、陽冠威、鄧志偉、林琨笙、郭嚴文。
台啤速度白隊：依序為張建銘、張正偉、邱浩鈞、張志豪、詹智堯、林瑋恩、羅國龍、余德龍。
- 獲勝隊伍：台啤速度白隊以1分08秒勝臺銀力量紅隊的1分09秒

## 傳奇明星對抗賽

### 成員名單
- 紅隊：

味全龍隊：黃平洋（投手）、陽介仁（投手）、許聖杰（內野手）、羅世幸（內野手）、張泰山（內野手）
興農牛隊：陳威成（外野手）、郭勇志（投手）、黃忠義（內野手）、曾華偉（外野手）、張家浩（內野手）
統一獅隊：曹竣崵（投手）、曾智偵（捕手）、陳政賢（外野手）、宋榮泰（外野手）、黃甘霖（外野手）
- 白隊：

三商虎隊：林仲秋（外野手）、劉義傳（投手）、林琨瀚（內野手）、鄭幸生（內野手）、林振賢（外野手）、童琮輝（內野手）
中信鯨隊：謝承勳（投手）、王宸浩（捕手）
兄弟象隊：陳瑞昌（捕手）、王光輝（內野手）、養父鐵（投手）、李居明（外野手）、馮勝賢（內野手）、吳俊億（投手）、林明憲（外野手）

### 比賽結果
| 球隊名稱 | １ | ２ | ３ | Ｒ | Ｈ | Ｅ |
| -------- | -- | -- | -- | -- | -- | -- |
| 傳奇白隊 | １ | ３ | ２ | ６ | ９ | １ |
| 傳奇紅隊 | １ | ２ | ２ | ５ | ８ | ０ |

- 於7月26日舉行

勝利投手：養父鐵
敗戰投手：曹竣崵
中繼成功：謝承勳
救援成功：吳俊億
勝利打點：鄭幸生（二局上）
比賽時間：1小時5分

## 外部連結
- 2015年中華職棒紅白明星對抗賽在台灣棒球維基館上的頁面（繁體中文）